# Lieutenant-gouverneur du New Jersey

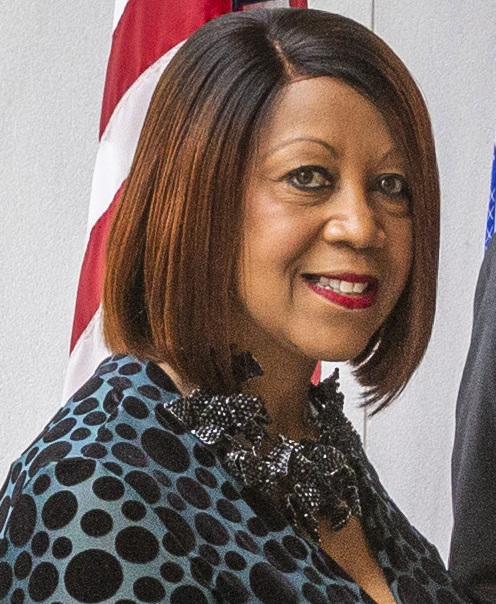
Sheila Oliver, lieutenant-gouverneur du New Jersey de 2018 à 2023.

Le lieutenant-gouverneur du New Jersey est un officier constitutionnel élu dans la branche exécutive du gouvernement de l'État du New Jersey aux États-Unis. Le lieutenant-gouverneur est le deuxième fonctionnaire le plus haut placé dans le gouvernement de l'État et il est élu en même temps que le gouverneur du New Jersey pour un mandat de quatre ans.

## Liste des lieutenants-gouverneurs du New Jersey
- Richard Ingoldesby : 1702-1710
- Thomas Pownall : 1755-1757

| Lieutenant-gouverneur | Lieutenant-gouverneur | Lieutenant-gouverneur | Lieutenant-gouverneur | Lieutenant-gouverneur | Gouverneur     | Gouverneur | Gouverneur  |
| #                     | Nom                   | Période               | Parti                 | Parti                 | Nom            | Parti      | Parti       |
| --------------------- | --------------------- | --------------------- | --------------------- | --------------------- | -------------- | ---------- | ----------- |
| 1                     | Kim Guadagno          | 2010-2018             |                       | Républicain           | Chris Christie |            | Républicain |
| 2                     | Sheila Oliver         | 2018-2023             |                       | Démocrate             | Phil Murphy    |            | Démocrate   |